# Erin Brockovich
Erin Brockovich, nascida Erin Pattee (Lawrence, 22 de junho de 1960) é uma técnica jurídica e ativista ambiental e dos direitos do consumidor norte-americana. 
Sem qualquer instrução formal ou curso de ensino superior, ela foi fundamental para a construção de um processo legal contra a Pacific Gas and Electric Company (PG&E), da Califórnia, em 1993. O caso de sucesso foi tema do filme de 2000, Erin Brockovich, estrelado por Julia Roberts. Desde então, Erin se tornou uma celebridade da televisão, apresentando um programa, Challenge America with Erin Brockovich na ABC e Final Justice no Zone Reality. 
É a presidente da Brockovich Research & Consulting e consultora da Girardi & Keese, da firma de advocacia Weitz & Luxenberg, que trabalha com os danos causados por amianto e da Shine Lawyers, da Austrália.

## Biografia
Erin Pattee nasceu em Lawrence, Kansas, em 1960, filha de Betty Jo (1923–2008), jornalista, e Frank Pattee (1924–2011), engenheiro e jogador de futebol americano. O casal teve três outros filhos, Frank Jr., Thomas (1954–1992) e Jodie. Erin se formou no ensino médio na Lawrence High School e ingressando posteriormente na Universidade Estadual do Kansas, onde se formou em um curso técnico de Artes Plásticas. Trabalhou como gerente júnior em uma loja Kmart, em 1981, mas saiu depois de alguns meses para participar de um concurso de miss. Ela ganhou o título de Miss Costa Oeste dos Estados Unidos e no ano seguinte se mudou para a Califórnia.
Erin foi casada três vezes: Shawn Brown, (1982–1987 divórcio), Steven Brockovich (1989–1990 divórcio) e Eric L. Ellis (1998–2012 divórcio). Erin tem quatro filhos.

## Pacific Gas and Electric
O caso contra a PG&E (Anderson, et al. v. Pacific Gas and Electric, arquivo BCV 00300) alegava contaminação de água potável por cromo hexavalente ("chromium VI", "Cr-VI" ou "Cr-6"), no sul da Califórnia, no município de Hinkley. Uma instalação em Hinkley, construída em 1952 como parte de um gasoduto que conectava a cidade com a região da baía de São Francisco estava no centro da polêmica. Entre os anos de 1952 e 1966, a PG&E usou o cromo VI nos tanques de resfriamento para combater a corrosão do metal. A água descartada nas torres era então despejada sem tratamento em lagos do lado de fora, que começaram a percolar pelo solo até ao lençol freático.
O processo contra a empresa foi vencido em 1996, em um valor de 333 milhões de dólares, o maior valor já pago em uma ação direta na história dos Estados Unidos. Masry & Vititoe, o escritório de advocacia para o qual Erin trabalhava na época como assistente jurídica, recebeu 133 milhões no acordo e Erin em si recebeu 2,5 milhões por seu trabalho. Dados de um estudo de 2010 do California Cancer Registry afirmaram que os registros de câncer na região de Hinkley de 1988 a 2008 permaneceram normais depois que a empresa foi processada e obrigada a limpar a área e a indenizar os moradores.[ligação inativa] No entanto, em junho de 2013,  a revista Mother Jones  apresentou uma crítica do  Center for Public Integrity  ao trabalho do autor Jonh W. Morgan, personagem ligado  à indústria, nos estudos epidemiológicos posteriores, apontando, por exemplo, que a área afetada de Hinkley tinha sido demolida em 1996, além de outras falhas .
Apesar de tudo isto, a história está longe de terminar e as águas de Hinkley continuam fortemente contaminadas.

## Filme
Em 2000 estreou o filme Erin Brockovich que narra o processo pelo qual ela se tornou famosa. O filme, foi estrelado por Julia Roberts e dirigido por Steven Soderbergh e pelo papel de Erin, Julia ganhou o Oscar de Melhor Atriz.